# ویلمس‌اورد، استین‌ویکرلاند
ویلمس‌آورد (به هلندی: Willemsoord) یک منطقهٔ مسکونی در هلند است که در استین‌ویکرلاند واقع شده‌است.